# Назим, Назрия
Назрия Назим (малаял. നസ്രിയ നസീം, англ. Nazriya Nazim; род. 20 декабря 1994, Тируванантапурам) — индийская актриса, певица, модель и телеведущая. Снимается в малаяламоязычных и тамилоязычных фильмах.

## Биография
До переезда в Тируванантапурам семья Назрии Назим жила в городе Эль-Айн (Объединённые Арабские Эмираты). Её отец является бизнесменом, а мать — домохозяйкой. У Назрии есть младший брат. В Тируванантапураме Назрия окончила английскую частную школу Christ Nagar School, а в 2013 году поступила в колледж Mar Ivanious, однако вскоре бросила учёбу из-за плотного съёмочного графика.
В кинематографе Назрия Назим дебютировала в 2006 году, снявшись в малаяламоязычном фильме Palunku режиссёра Блесси. Позже она стала ведущей музыкального реалити-шоу Munch Star Singer на телеканале Asianet. Следующим фильмом Назрии стала трагикомедия Oru Naal Varum (2010). В том же году она сыграла в небольшой роли в драме Pramani. В 2012 году Назрия снялась в видеоклипе на песню из альбома Yuvvh, который стал очень популярным среди молодёжи.
Свою первую главную роль Назрия сыграла в малаяламоязычной драме Maad Dad в 2013 году. В том же году она снялась в комедийном триллере «Время», который был снят сразу на двух языках — малаялам и тамильском, а также в романтических комедиях Raja Rani и Naiyaandi.

## Личная жизнь
В скором времени свадебные хлопоты постигли Назрию Назим. Юная актриса вышла замуж за Фахада Фасила, 21 августа 2014 года. Впервые они встретились на съемках фильма «Бангалорские дни / Bangalore Days», в котором играли супружескую пару, у которой существуют проблемы в браке. Фахад и Назрия обручились ещё до выхода фильма.

## Фильмография
| Год  |   | Русское название                              | Оригинальное название  | Роль                          |
| ---- | - | --------------------------------------------- | ---------------------- | ----------------------------- |
| 2006 | ф |                                               | Palunku                | Гитху                         |
| 2010 | ф |                                               | Oru Naal Varum         | Дханья                        |
| 2010 | ф |                                               | Pramani                | Синдху                        |
| 2013 | ф |                                               | Maad Dad               | Мария                         |
| 2013 | ф | Время                                         | Neram                  | Джина (малаял.) / Вени (там.) |
| 2013 | ф | Мужчина и женщина                             | Raja Rani              | Киртхана                      |
| 2013 | ф |                                               | Naiyaandi              | Ванароджа                     |
| 2014 | ф | Салон связи / Салала Мобайл                   | Salala Mobiles         | Шахана                        |
| 2014 | ф | Ом Шанти Ошанна                               | Ohm Shanthi Oshaana    | Пуджа Метью                   |
| 2014 | ф | Говорить опасно для здоровья                  | Vaayai Moodi Pesavum   | Анджана                       |
| 2014 | ф | Город, где сбываются мечты / Бангалорские дни | Bangalore Days         | Дивья Пракаш                  |
| 2014 | ф |                                               | Thirumanam Enum Nikkah | Вишнуприя                     |